# Vojnovec Kalnički
 Vojnovec Kalnički  falu Horvátországban Kapronca-Kőrös megyében. Közigazgatásilag Nagykemlékhez tartozik.

## Fekvése
Kőröstől 17 km-re északnyugatra, községközpontjától  4 km-re délnyugatra a Kemléki-hegység lábánál fekszik.

## Története
Története szorosan összefügg a felette magasodott kiskemléki vár és uradalmának történetével. A birtok első tulajdonosaként 1240-ben, egy Maladurics nevű nemest említenek, akitől IV. Béla király a tatárjárást követően hűtlenség címén elvette és híveinek Bebek Fülöpnek és Detrének adta. Ezután a kiskemléki uradalomban több birtokos váltotta egymást, de a vár és uradalma legtöbbször a szomszédos Nagykemlék uradalmának részét képezte. A 14. század elején tulajdonosa Ágoston zágrábi püspök lett, majd Kurács Tamás  és Mevladov Péter nemeseket említik tulajdonosokként. Magát a várat 1334-ben említették meg először, amikor egy bizonyos Gergely nevű nemes birtokában volt. A 14. század közepén, a vár és birtoka, Széchy Miklós horvát  bán tulajdonában volt. A század végén már királyi birtok. 1481-ben Hunyadi Mátyás a Koszács családnak adta, akik 1534-ig voltak a birtokosai. Ezután több birtokos után az Orehóczy család birtoka lett, akik a közeli Gornja Rijekában egy új kastélyt építettek, ezért a várat végleg elhagyták.
A falunak 1857-ben 312, 1910-ben 405 lakosa volt. A  trianoni békeszerződésig Belovár-Kőrös vármegye Körösi járásához tartozott. 2001-ben 155 lakosa volt.

## Nevezetességei
Kiskemlék várának romjai a falu felett egy nehezen megközelíthető, szakadékszerűen meredek oldalú hegygerinc északi végében találhatók. A kis alapterületű vár szabálytalan félkörív alaprajzú volt egy négyzetes lakótoronnyal. A vár legépebben maradt része az egykori kaputorony volt, mely mára a járószintig leomlott. Az egykori épületekre, noha a vár kétszintes lehetett csak kisebb falmaradványok utalnak. A sziklagerinc déli végén egy természetes árok húzódik, melyet fallal is megerősítettek.

## A várhoz fűződő legenda
A vár történetéhez egy legenda, a feketébe öltözött királyné (Crnoj Kraljici) legendája fűződik. Eszerint Zsigmond király felesége, Cillei Borbála gyakran időzött itt míg férje távol volt. Így történt ez az 1396-os nikápolyi csata idején is, melyben apja is elesett. A legenda szerint magányos és apja halála miatt vigaszt kereső Borbála, Nagy- és Kiskemlék várkapitányánál, Neuhäusel Zsigmondnál talált vigasztalást. A hazatérő király miután rájött felesége hűtlenségére, parancsot adott a kapitány kivégzésére, Borbálát pedig a csehországi Melnik várkastélyába záratta, ahol az nem sokkal később meg is halt. Ezért Kiskemlék várát, a helyiek Puszta Borbála várának (Pusta Barbara) is nevezik. Állítólag a vár alatt valamikor állt egy Szent Borbála tiszteletére szentelt kápolna is, mely azonban az idők során elpusztult. A legenda alapja egy régebbi, egy boszorkányról szóló legenda, mely az idők folyamán a feketébe öltözött királynévá  módosult.

## Külső hivatkozások
- Nagykemlék község hivatalos oldala
- A Kemléki-hegység (Kalničko gore) várai
- Kiskemlék várának története
- A rekai és kiskemléki uradalom története[halott link]